# Agujero coronal

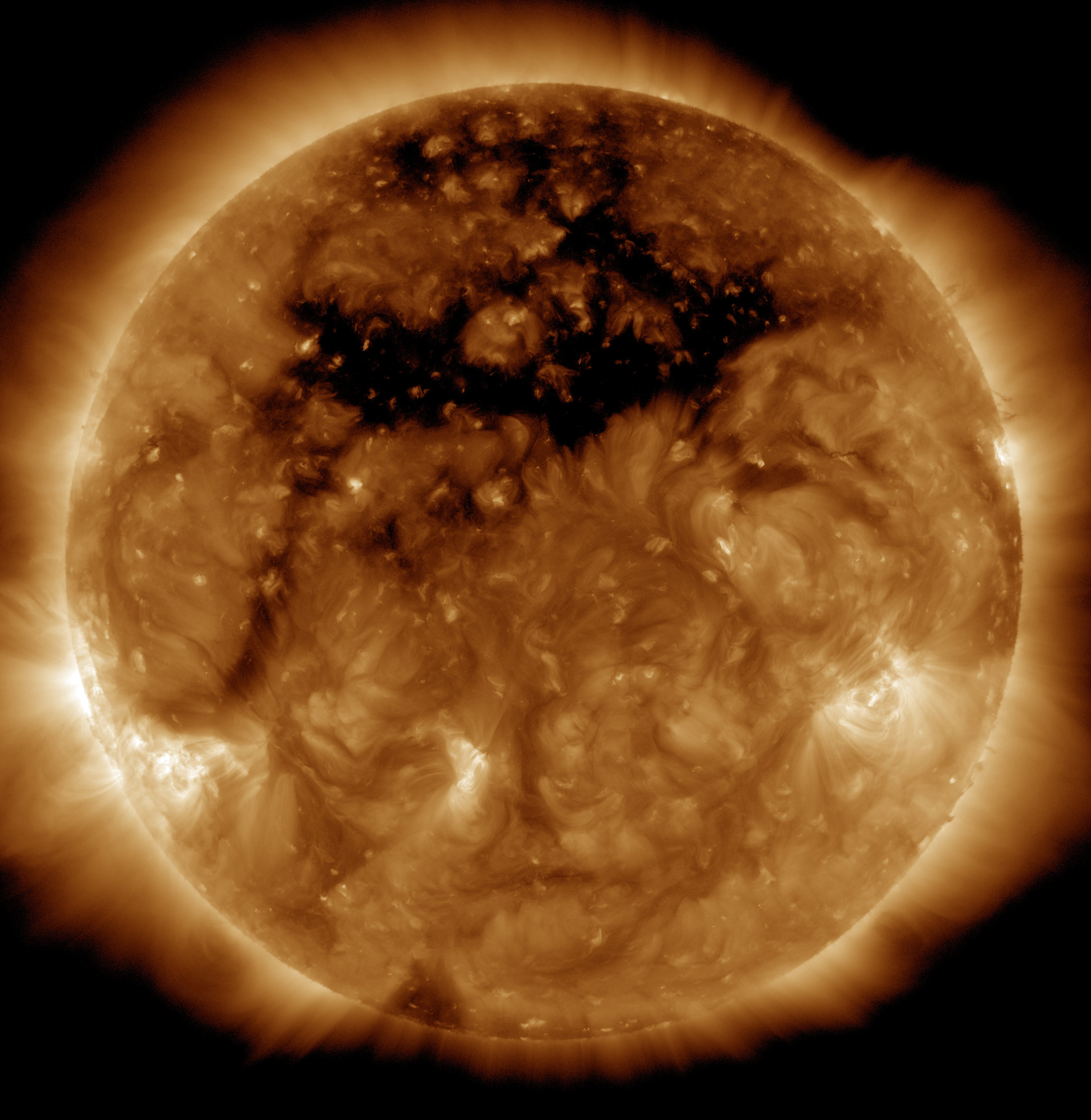
Cuando se observan en condiciones ultravioleta extremas, los agujeros coronales aparecen como manchas relativamente oscuras en la corona solar, como el de la imagen en el hemisferio norte del Sol.

Un agujero coronal es una región temporal de plasma relativamente frío y menos denso en la corona solar donde el campo magnético del Sol se extiende hacia el medio interplanetario como un campo abierto. Comparado con el campo magnético cerrado habitual de la corona, que se arquea entre regiones de polaridad magnética opuesta, el campo magnético abierto de un agujero coronal permite que el viento solar escape hacia el espacio a un ritmo mucho más rápido. Esto da como resultado una disminución de la temperatura y la densidad del plasma en el sitio de un agujero coronal, así como un aumento de la velocidad del viento solar promedio medido en el espacio interplanetario. Si las corrientes de viento solar de alta velocidad provenientes de agujeros coronales chocan con la Tierra, pueden provocar importantes auroras polares. Cerca del mínimo solar, cuando actividades como las eyecciones de masa coronal son menos frecuentes, dichas corrientes son la causa principal de las tormentas geomagnéticas y las auroras.

## Historia
En la década de 1960, en imágenes de rayos X tomadas por cohetes sonda y en observaciones en longitudes de onda de radio realizadas por el radiotelescopio Chris Cross, de Sídney, aparecieron por primera vez agujeros coronales. En ese entonces no había claridad respecto a qué eran. Su verdadera naturaleza fue reconocida en la década siguiente, cuando los telescopios de rayos X de la misión Skylab volaron sobre la atmósfera terrestre para revelar la estructura de la corona.

## Ciclo solar

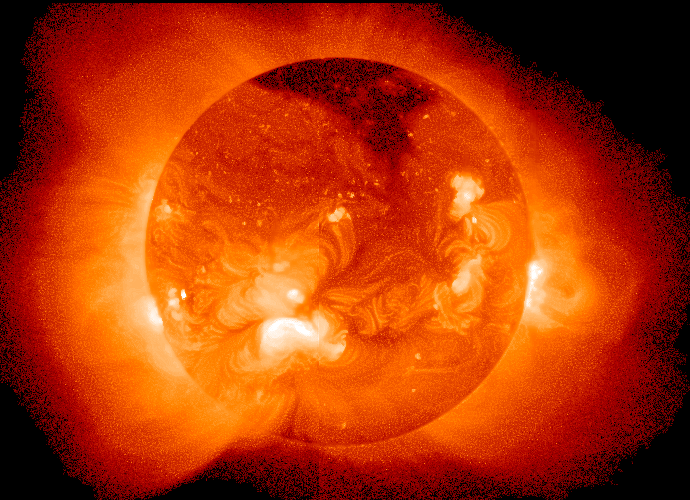
Un agujero coronal en el polo norte del Sol observado en rayos X suaves

El tamaño y magnitud del agujero coronal se corresponden con el ciclo solar. A medida que el Sol se acerca al máximo solar, los agujeros coronales se acercan cada vez más a los polos del Sol. Durante los máximos solares, el número de agujeros coronales se reduce hasta que los campos magnéticos del Sol se invierten. Posteriormente, aparecen nuevos agujeros coronales cerca de los nuevos polos. Los agujeros coronales luego aumentan en tamaño y número, alejándose de los polos a medida que el Sol se va moviendo nuevamente hacia un mínimo solar.

## Viento solar
Generalmente, los agujeros coronales descargan viento solar a una velocidad de cerca del doble del promedio. El viento solar que se escapa viaja a lo largo de líneas abiertas de campo magnético que pasan a través del área del agujero coronal. Debido a que los agujeros coronales son regiones de la corona del Sol que tienen densidades y temperaturas mucho más bajas que la mayor parte de la corona, son regiones muy delgadas, lo que contribuye al viento solar, ya que las partículas dentro de la cromosfera pueden atravesar más fácilmente.

## Influencia en el clima espacial
Durante los mínimos solares, los agujeros coronales son la principal fuente de perturbación del clima espacial. Normalmente, las tormentas geomagnéticas (y las de protones) que se originan en los agujeros coronales comienzan de manera gradual (a lo largo de horas) y no son tan graves como las tormentas causadas por eyecciones de masa coronal (EMC), las cuales suelen tener un inicio repentino. Debido a que los agujeros coronales pueden durar varias rotaciones solares (es decir, varios meses), es posible predecir su recurrencia con mucha más antelación que en el caso de las perturbaciones relacionadas con una EMC.